# Bădăi, Alba
Bădăi este un sat în comuna Avram Iancu din județul Alba, Transilvania, România.